# Virtus Entella 2011-2012
Questa voce raccoglie le informazioni riguardanti la Virtus Entella nelle competizioni ufficiali della stagione 2011-2012.

## Stagione
A seguito del calcioscommesse, Federico Zaccanti in estate patteggia un anno di squalifica e la società, dopo aver fatto ricorso, paga un'ammenda di 10.000 euro.
Dopo 60 presenze e 29 gol segnati, Gianluca Soragna lascia l'Entella e torna in Serie D per giocare con la Novese. Lasciano l'Entella anche Dondero, Mosca, Malpighi, Vasoio, Giuseppe Zampano, Fassina, Russo, Lorenzini, Currarino, Magnani, Masi e Marrazzo. Rimangono Paroni, Otranto, Del Brocco, Rega, Francesco Zampano (da prestito a compartecipazione con la Sampdoria), Hamlili, Favret, Ciarcià e Lazzaro. La rosa biancoceleste viene ampliata con gli acquisti di Gennaro Volpe e Roberto Musso dal Cittadella, e l'allenatore Luca Prina viene confermato. Gli altri acquisti sono Alessandro Bonaccorsi (portiere, dal Giarre), Matteo Bertoli (difensore, dalla Lucchese in Prima Divisione), Nicola Falcier (difensore, dal Venezia in cambio di Scantamburlo), Michele Russo (difensore, dalla Lavagnese e ex concorrente di Campioni, il sogno nel 2005), Andrea Talignani (in compartecipazione con il Parma), Marco Villagatti (difensore, dal Matera e ex Lecco), Simone Fantoni e Matteo Serlini (difensore e centrocampista, in compartecipazione con il Brescia), Giuseppe Dolce (centrocampista, dal Chiavari Calcio Caperana), Nicola Lenzoni (attaccante, dal Tritium), Lorenzo Staiti (centrocampista, dalla Sambonifacese in cambio del prestito di Marianeschi) e Daniele Rosso (attaccante, dal Ravenna in Prima Divisione).
Nel mercato invernale arrivano Alessio Carozzino e Michele Musico (difensore e attaccante '93, in prestito dal Genoa), Hernán Pablo Garin (centrocampista argentino, dal Savona) e Luca Simeoni (centrocampista, in compartecipazione con il Livorno); partono invece Rega e Chiarabini (in prestito al Bogliasco), Cargiolli (in prestito al Derthona), Dolce (in compartecipazione al Montichiari) e Del Brocco (all'Alessandria).
Nel girone d'andata l'Entella conquista 24 punti; nelle prime sette giornate del ritorno ottiene 15 dei 21 punti disponibili con 4 vittorie e 3 pareggi, 13 gol fatti, 2 subiti e risultati come i 3-0 contro Lecco, Poggibonsi e Mantova.
A febbraio la Beretti partecipa nuovamente al Torneo di Viareggio piazzandosi al terzo posto nel girone con quattro punti a pari merito con il Santos Laguna e distaccati di due punti dalla Roma, contro la quale ha perso lo scontro diretto per 2-7 in casa al Comunale.
Il 7 aprile dello stesso anno Matteo Matteazzi viene nominato nuovo Direttore Generale del club. Matteazzi, all'Entella dal 2008 come Responsabile del Settore Giovanile, ha fatto esperienza dal Direttore Tecnico all'autista di pulmini e custode degli spogliatoi. Il 24 maggio l'Entella ufficializza l'accordo di collaborazione con il Santa Maria del Taro, squadra di Promozione ligure il cui settore giovanile è coordinato da Adelio Colombo e Costanzo Celestini, due vecchie conoscenze dell'Entella. Al riguardo il D.G. Matteazzi ha affermato che «la collaborazione con il Santa Maria S.Salvatore va ad ampliare le collaborazioni già avviate con Rivasamba e Fontanabuona alle quali prossimamente ne seguiranno anche con società genovesi, nel tentativo di offrire ai nostri giovani che non riescono a trovare sbocchi nel calcio professionistico, una valida alternativa e al tempo stesso di monitorare i nuovi talenti locali per fornire loro un chance nel calcio importante».
In campionato l'Entella vince 0-5 con la Sambonifacese, 1-2 con il San Marino e 0-1 con il Casale negli scontri diretti, 3-0 con il Renate e 6-2 con il Rimini (2 Staiti, 2 Garin, Ciarcià e Russo) all'ultima giornata accedendo così ai play-off grazie al quinto posto raggiunto con 61 punti.
Il 20 maggio per la semifinale play-off con il Casale sono 1400 i tifosi presenti sugli spalti e il risultato finale è di 3-2 con tripletta del difensore Nicola Falcier. La settimana seguente a Casale Monferrato l'Entella è seguita da 200 tifosi  e, sotto per 2-0, compie una rimonta con Falcier che segna un altro gol al 70' (il 4º solo nei play-off contro il Casale e il 7º stagionale), e con il portiere Andrea Paroni che di testa al '96 segna il gol del 2-2 portando l'Entella in finale; l'allenatore Prina, espulso al 25' e salito in tribuna, viene sommerso dai tifosi mentre in campo i tifosi casalesi fanno invasione per aggredire l'arbitro e tra i giocatori scoppia una rissa  che porterà alla squalifica del difensore Villagatti per due giornate e di sette giocatori piemontesi insieme all'allenatore Buglio inibito fino a ottobre.
Il 30 maggio l'Entella annuncia che ad occuparsi del Settore Giovanile sarà Manuel Montali, già allenatore degli Allievi Nazionali biancocelesti.
Il 3 giugno a Chiavari per la finale contro il Cuneo lo stadio è tutto pieno con 2000 tifosi biancocelesti  e una cinquantina di tifosi ospiti. L'Entella all'inizio del secondo tempo prende gol da Fantini ma è un rigore di Michele Russo all'80° a fissare il risultato sull'1-1. Al ritorno il 10 giugno sono 300 i tifosi al seguito della squadra a Cuneo. L'Entella, con Prina di nuovo in panchina e Volpe recuperato, va subito sotto e non riesce a resistere all'assalto dei biancorossi che segnano 5 gol (doppietta di Varricchio). Per la squadra chiavarese segnano Lenzoni, al 9º centro stagionale, e Daniele Rosso, capocannoniere della squadra con 16 gol. In seguito la squadra viene comunque ripescata in Lega Pro Prima Divisione.
Oltre a Rosso e Lenzoni, gli altri goleador della squadra biancoceleste in stagione sono: Staiti (10 gol), Falcier (7), Lazzaro (6), Garin (5), Russo (4), Bertoli e Ciarcià (3), Villagatti, Hamlili, Serlini, Volpe, Favret e Paroni (1).
Il giorno seguente mister Prina rinnova il proprio contratto per un'altra stagione. Il presidente Gozzi la sera stessa ha dichiarato: «Prina ha avuto il merito di riportare il bel gioco a Chiavari: molte volte in questa stagione abbiamo visto un bel calcio, e ci siamo esaltati con prestazioni a dir poco spettacolari. Se il nostro pubblico ha riscoperto l'Entella è anche per merito di questa squadra, e di quanto è riuscita ad esprimere durante tutta la stagione.»

## Divise e sponsor
Lo sponsor tecnico per la stagione 2011-2012 è Erreà, mentre lo sponsor ufficiale è Elce Arredamenti.
| Casa | Trasferta | Terza divisa |

## Rosa
| N. |                   | Ruolo | Calciatore            |
| -- | ----------------- | ----- | --------------------- |
|    | Italia (bandiera) | P     | Andrea Paroni         |
|    | Italia (bandiera) | P     | Gianluigi Otranto     |
|    | Italia (bandiera) | P     | Alessandro Bonaccorsi |
|    | Italia (bandiera) | D     | Francesco Zampano     |
|    | Italia (bandiera) | D     | Matteo Bertoli        |
|    | Italia (bandiera) | D     | Nicola Falcier        |
|    | Italia (bandiera) | D     | Simone Fantoni        |
|    | Italia (bandiera) | D     | Michele Russo         |
|    | Italia (bandiera) | D     | Andrea Talignani      |
|    | Italia (bandiera) | D     | Marco Villagatti      |
|    | Italia (bandiera) | D     | Alessio Carozzino     |
|    | Italia (bandiera) | C     | Stefano Favret        |
|    | Italia (bandiera) | C     | Zaccaria Hamlili      |

| N. |                      | Ruolo | Calciatore        |
| -- | -------------------- | ----- | ----------------- |
|    | Italia (bandiera)    | C     | Michele Currarino |
|    | Italia (bandiera)    | C     | Roberto Musso     |
|    | Italia (bandiera)    | C     | Gennaro Volpe     |
|    | Italia (bandiera)    | C     | Luca Simeoni      |
|    | Argentina (bandiera) | C     | Hernán Garin      |
|    | Italia (bandiera)    | C     | Vittorio Argeri   |
|    | Italia (bandiera)    | A     | Giampaolo Ciarcià |
|    | Italia (bandiera)    | A     | Nunzio Lazzaro    |
|    | Italia (bandiera)    | A     | Nicola Lenzoni    |
|    | Italia (bandiera)    | A     | Daniele Rosso     |
|    | Italia (bandiera)    | A     | Matteo Serlini    |
|    | Italia (bandiera)    | A     | Lorenzo Staiti    |
|    | Italia (bandiera)    | A     | Michele Musico    |

## Risultati

### Campionato

#### Girone di andata
| 4 settembre 2011 1ª giornata | Bellaria Igea Marina | 2 – 1 | Virtus Entella |  |

| 11 settembre 2011 2ª giornata | Virtus Entella | 2 – 1 | Lecco |  |

| 18 settembre 2011 3ª giornata | Poggibonsi | 2 – 0 | Virtus Entella |  |

| 25 settembre 2011 4ª giornata | Virtus Entella | 2 – 1 | Alessandria |  |

| 28 settembre 2011 5ª giornata | Mantova | 0 – 0 | Virtus Entella |  |

| 2 ottobre 2011 6ª giornata | Virtus Entella | 0 – 1 | Montichiari |  |

| 9 ottobre 2011 7ª giornata | Savona | 1 – 1 | Virtus Entella |  |

| 16 ottobre 2011 8ª giornata | Virtus Entella | 2 – 0 | Giacomense |  |

| 23 ottobre 2011 9ª giornata | Santarcangelo | 1 – 0 | Virtus Entella |  |

| 26 ottobre 2011 10ª giornata | Virtus Entella | 4 – 0 | Borgo a Buggiano |  |

| 30 ottobre 2011 11ª giornata | Virtus Entella | 2 – 2 | Pro Patria |  |

| 6 novembre 2011 12ª giornata | Cuneo | 2 – 1 | Virtus Entella |  |

| 13 novembre 2011 13ª giornata | Virtus Entella | 2 – 0 | Valenzana |  |

| 16 novembre 2011 14ª giornata | Sambonifacese | 0 – 0 | Virtus Entella |  |

| 20 novembre 2011 15ª giornata | San Marino | 3 – 2 | Virtus Entella |  |

| 27 novembre 2011 16ª giornata | Virtus Entella | 0 – 0 | Casale |  |

| 4 dicembre 2011 17ª giornata | Renate | 0 – 2 | Virtus Entella |  |

| 11 dicembre 2011 18ª giornata | Virtus Entella | 2 – 2 | Treviso |  |

| 18 dicembre 2011 19ª giornata | Rimini | 2 – 1 | Virtus Entella |  |

#### Girone di ritorno
| 8 gennaio 2012 20ª giornata | Virtus Entella | 0 – 1 | Bellaria Igea Marina |  |

| 15 gennaio 2012 21ª giornata | Lecco | 3 – 0 | Virtus Entella |  |

| 22 gennaio 2012 22ª giornata | Virtus Entella | 0 – 3 | Poggibonsi |  |

| 29 gennaio 2012 23ª giornata | Alessandria | 0 – 0 | Virtus Entella |  |

| 5 febbraio 2012 24ª giornata | Virtus Entella | 0 – 3 | Mantova |  |

| 12 febbraio 2012 25ª giornata | Montichiari | 1 – 1 | Virtus Entella |  |

| 19 febbraio 2012 26ª giornata | Virtus Entella | 2 – 2 | Savona |  |

| 26 febbraio 2012 27ª giornata | Giacomense | 0 – 2 | Virtus Entella |  |

| 4 marzo 2012 28ª giornata | Virtus Entella | 1 – 2 | Santarcangelo |  |

| 7 marzo 2012 29ª giornata | Borgo a Buggiano | 1 – 0 | Virtus Entella |  |

| 11 marzo 2012 30ª giornata | Pro Patria | 2 – 4 | Virtus Entella |  |

| 18 marzo 2012 31ª giornata | Virtus Entella | 1 – 0 | Cuneo |  |

| 25 marzo 2012 32ª giornata | Valenzana | 1 – 1 | Virtus Entella |  |

| 1º aprile 2012 33ª giornata | Virtus Entella | 0 – 5 | Sambonifacese |  |

| 4 aprile 2012 34ª giornata | Virtus Entella | 1 – 2 | San Marino |  |

| 25 aprile 2012 35ª giornata | Casale | 1 – 0 | Virtus Entella |  |

| 22 aprile 2012 36ª giornata | Virtus Entella | 0 – 3 | Renate |  |

| 29 aprile 2012 37ª giornata | Treviso | 1 – 2 | Virtus Entella |  |

| 6 maggio 2012 38ª giornata | Virtus Entella | 2 – 6 | Rimini |  |